# Veldegem
Veldegem é uma vila e deelgemeente belga pertencente ao município de Zedelgem, província de Flandres Ocidental. Em 1977, a área do antigo município de Vedelgem passou a pertencer ao de Zedelgem. Em 1 de Janeiro de 2006, tinha 4773 habitantes e uma superfície de 10,90 km².